# Gare de Biot
La gare de Biot est une gare ferroviaire française de la ligne de Marseille-Saint-Charles à Vintimille (frontière), située sur le territoire de la commune d'Antibes, à proximité de Biot, dans le département des Alpes-Maritimes en région Provence-Alpes-Côte d'Azur.
C'est une gare de la Société nationale des chemins de fer français (SNCF), desservie par des trains TER Provence-Alpes-Côte d'Azur. De 2009 à 2013, d'importants travaux, pour la mise en place d'une troisième voie, modifient la configuration du site de la gare.

## Situation ferroviaire
Établie à 5 mètres d'altitude, la gare de Biot est située au point kilométrique (PK) 207,063 de la ligne de Marseille-Saint-Charles à Vintimille (frontière), entre les gares d'Antibes et de Villeneuve-Loubet-plage.

## Historique
Le 18 décembre 2009, l'ancien bâtiment voyageurs est démoli pour permettre la construction d'une 3e voie par Réseau ferré de France (RFF).

## Fréquentation
De 2015 à 2023, selon les estimations de la SNCF, la fréquentation annuelle de la gare s'élève aux nombres indiqués dans le tableau ci-dessous.
| Année                     | 2015    | 2016    | 2017    | 2018    | 2019    | 2020    | 2021    | 2022    | 2023    |
| ------------------------- | ------- | ------- | ------- | ------- | ------- | ------- | ------- | ------- | ------- |
| Voyageurs                 | 251 314 | 195 896 | 239 282 | 227 496 | 273 426 | 150 711 | 205 494 | 303 028 | 358 400 |
| Voyageurs + non voyageurs | 314 143 | 244 870 | 299 102 | 284 370 | 341 782 | 188 389 | 256 868 | 378 786 | 448 000 |

## Service des voyageurs

### Accueil
Gare SNCF, elle est équipée d'automates pour l'achat de titres de transport.

### Desserte
Biot est desservie par des trains TER PACA qui effectuent des missions entre les gares de Cannes-la-Bocca ou Grasse et de Vintimille.

### Intermodalité
Un arrêt de bus situé a proximité sur la D6007 est desservie par les lignes 10 (Antibes - Valbonne) et 23 (Antibes - La Colle-sur-Loup) du réseau Envibus et 200 (Cannes - Nice) du réseau Zou!.
Un dépose-minute est disponible, mais n'y a pas de parking spécifique pour les utilisateurs de la gare. 